# Marcel Delannoy
Pour les articles homonymes, voir Delannoy.
Marcel François Georges Delannoy, né le 9 juillet 1898 à La Ferté-Alais (Essonne), décédé le 14 septembre 1962 à Nantes (Loire-Atlantique), est un compositeur français.

## Biographie
Marcel Delannoy apprend la musique en autodidacte (après avoir étudié aux Beaux-Arts) et compose sa première œuvre en 1927 (Le Poirier de misère, opéra-comique). Durant ses années d'apprentissage, il se lie d'amitié avec Arthur Honegger, dont il écrira une biographie publiée en 1953.
Dans le domaine de la musique classique, il s'illustre dans des genres variés (symphonie, ballet, opéra-comique, opérette, concerto, chant...) - voir le catalogue sélectif ci-après -.
Dans le domaine du cinéma, il compose plusieurs musiques de films, en particulier pour le réalisateur Maurice Tourneur, entre 1927 et 1956.
Notons également une apparition comme acteur, dans un petit rôle de chef d'orchestre, à l'occasion du film La Nuit de décembre (1941), pour lequel il compose la musique originale additionnelle.
Mort le 14 septembre 1962 à Nantes, il est enterré au cimetière Miséricorde (carré M, rangée 8).
Le musée Carnavalet à Paris conserve son portrait dessiné par Roger Guit.

## Œuvres classiques (sélection)
(l'année est celle de publication de l'œuvre)
- 1927 : Le Poirier de misère, opéra-comique pour voix solistes, chœurs et orchestre ; décors de Georges Mouveau.
- 1927 : L'Éventail de Jeanne : bourrée (musique de ballet collective pour orchestre, en collaboration avec Maurice Ravel, Pierre-Octave Ferroud, Jacques Ibert, Roland-Manuel, Albert Roussel, Darius Milhaud, Francis Poulenc, Georges Auric et Florent Schmitt) ;
- 1930 : Figures sonores pour orchestre de chambre ;
- 1933 : Symphonie no 1 pour orchestre ;
- 1933 : Trois chansons de Don Quichotte pour voix et orchestre (composées sur concours, remporté par Jacques Ibert, auquel participaient également Maurice Ravel, Manuel de Falla et Darius Milhaud, à l'occasion de la production du film Don Quichotte - Don Quixote, 1933 - de Georg Wilhelm Pabst) ;
- 1935 : Cendrillon ou La Pantoufle de vair, musique de ballet pour orchestre ;
- 1936 : Sérénade concertante pour violon et orchestre ;
- 1937 : Philippine, opérette pour voix solistes, chœurs et orchestre ;
- 1940 : Ballade pour orchestre ;
- 1942 : Ginevra, opéra-comique pour voix solistes, chœurs et orchestre ;
- 1946 : Les Noces fantastiques, musique de ballet pour orchestre ;
- 1949 : Tombeau d'amour pour voix et cordes ; Neige pour voix et orchestre ;
- 1949 : Puck, opéra féerique en trois actes (livret d'André Boll) ;
- 1950 : Concerto de mai pour piano et orchestre ; État de veille, pour voix et orchestre ;
- 1954 : Symphonie no 2 pour orchestre (créée à la radio en juin 1954 par Maurice Hewitt)[6] ;
- 1958 : Ballade concertante pour piano et douze instruments ; Le Moulin de la Galette, pièce pour orchestre ;
- 1966 : Venise seuil des eaux, musique de ballet pour orchestre.

## Musiques de films
- 1927 : Maldone de Jean Grémillon (en collaboration avec Jacques Brilloin, sur des thèmes de Maurice Jaubert, Claude Debussy, Jean Grémillon, Erik Satie, Darius Milhaud et Arthur Honegger)[7].
- 1933 : Les Deux Orphelines de Maurice Tourneur (en collaboration avec Jacques Ibert).
- 1933 : Il était une fois de Léonce Perret (en collaboration avec Maurice Thiriet).
- 1933 : Je te confie ma femme de René Guissart.
- 1933 : Révolte au zoo (Zoo in Budapest) de Rowland V. Lee (non crédité).
- 1934 : Une femme chipée de Pierre Colombier.
- 1940 : Tempête de Dominique Bernard-Deschamps.
- 1941 : La Nuit de décembre de Kurt Bernhardt (musique additionnelle).
- 1941 : Volpone de Maurice Tourneur.
- 1942 : Le Marchand de notes, court métrage d'animation de Paul Grimault.
- 1943 : Monsieur des Lourdines de Pierre de Hérain.
- 1945 : La Ferme du pendu de Jean Dréville.
- 1946 : La Flûte magique, court métrage d'animation de Paul Grimault (en collaboration avec Elsa Barraine).
- 1947 : Le Village perdu de Christian Stengel.
- 1947 : Le Bateau à soupe de Maurice Gleize.
- 1950 : Due sorelle amano de Jacopo Comin.
- 1952 : Tempête sur les Mauvents (Malaire) de Gilbert Dupé et Alejandro Perla.
- 1954 : Le Guérisseur d'Yves Ciampi.
- 1956 : La Bande à papa de Guy Lefranc.